# Joan Perelló Ginard
Joan Perelló Ginard nascut a Campos, Mallorca, el 1953, és poeta.
Va iniciar la carrera literària amb la publicació del recull poètic "És massa difícil" a l'antologia col·lectiva Temptant l'equilibri (1973), amb poemes de Lleonard Muntaner i Mariano, Damià Pons i Guillem Soler. El mateix any va aparèixer el seu primer recull, Sempre trobaré algun dolor (1973), i tres anys més tard, el llibre de poemes en prosa Baf de llavis (1976), guardonat amb el premi Andreu Roig de Poesia del 1975.
L'any 1997 va trencar amb més de dues dècades de silenci editorial amb la publicació del poemari Carasses (1997), que rebé el Premi Bernat Vidal i Tomàs de Poesia del mateix any, i des de llavors no ha deixat de publicar amb una gran regularitat, amb títols com La set del viatger (2001), Sal de Migjorn (2002), Manual d'ànsia (2005), Quadern de manobre (2007), premi Josep M. López-Picó, Vila de Vallirana de poesia del 2006, A recer (2009), Inventari d'omissions (2011), La casa del vespre (2014), L'atles deshabitat (2015), El mapa de l'infinit (2016), Abecedari de crepuscles, Tria Poètica 1973-2017 (2017), Paisatge en pèl (2018), Mans de presagi (2021) i Hivern humil (2025). En el camp de la narrativa ha publicat els llibres L'error o la vida (2013), Música de la indiferència (2015), La ginebra trista del Cafè Balzac (2019) i Els altres (2021)

## Obres
POESIA
- És massa difícil (Roig editors, 1973) - dins el volum col·lectiu Temptant l'equilibri, amb Lleonard Muntaner, Damià Pons i Guillem Soler
- Sempre trobaré algun dolor (Editorial Moll,1973)
- Baf de llavis (Roig editors,1976)
- Carasses (Editorial Moll,1997)
- La set del viatger (Editorial Moll, 2001)
- Sal de Migjorn (Lleonard Muntaner editor, 2002)
- Manual d'ànsia (El Tall, 2005)
- Quadern de manobre (Proa, 2007)
- A recer (Edicions del Salobre, 2009)
- Inventari d'omissions (El Gall editor, 2011)
- La casa del vespre (Lleonard Muntaner editor, 2014)
- L'atles deshabitat (Adia edicions, 2015)
- El mapa de l'infinit (Pagès editors, 2016)
- Abecedari de crepuscles (Ensiola, 2017) -tria personal 1973-2016-
- Paisatge en pèl (Adia, 2018)
- Mans de presagi (Lleonard Muntaner editor, 2021)
- Hivern humil (Adia, 2025)

NARRATIVA
- L'error o la vida (Editorial Moll, 2013)
- Música de la indiferència ( Lleonard Muntaner editor, 2015)
- La ginebra trista del Cafè Balzac (El Gall editor, 2019)
- Els altres (Ensiola, 2021)